# Licença parental

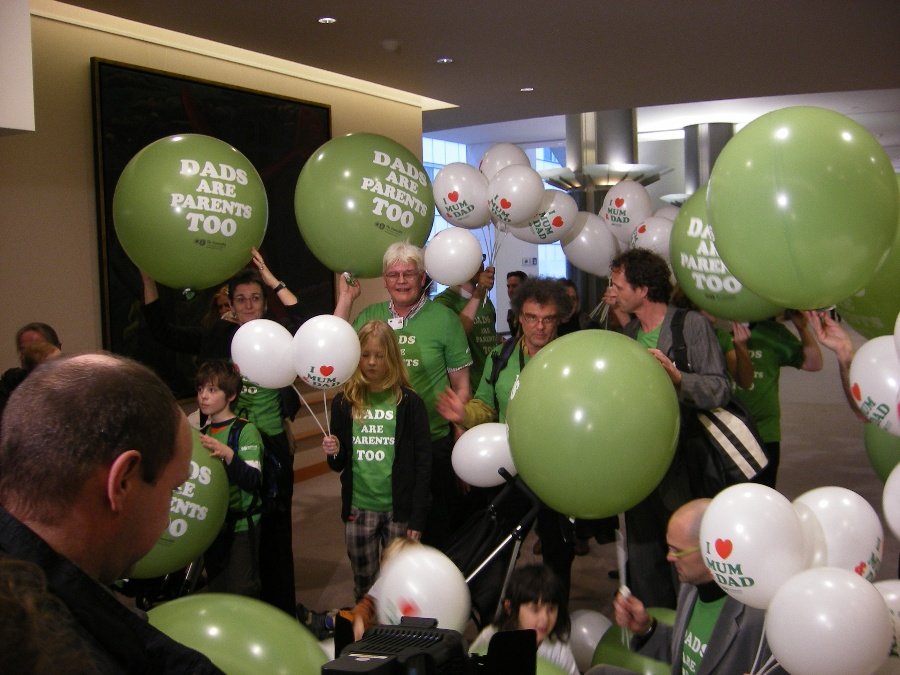
Protesto em favor dos direitos da licença parental no Parlamento Europeu.

A licença parental é um direito laboral disponível em praticamente todos os países que prevê a ausência remunerada do emprego para poder tomar conta de uma criança ou para realizar tarefas que proporcionem bem-estar à criança. O termo "licença parental" geralmente inclui a licença de maternidade, licença de paternidade e licença de adoção. Na maioria dos casos, os benefícios são estipulados por lei. Em 2014, a Organização Internacional do Trabalho reviu as políticas de licença parental em 185 países e territórios, tendo concluído que todos os países, com a exceção dos Estados Unidos e da Papuásia Nova Guiné, possuem leis que protegem a licença parental. Estas leis diferem ligeiramente entre si, dependendo se a remuneração é paga pela entidade empregadora ou pela segurança social.